# Oparara vallus
Oparara vallus là một loài nhện trong họ Amphinectidae. Loài này phân bố ở New Zealand.